# 五百澤智也
五百澤 智也（いおざわ ともや、1933年5月30日 - 2013年12月14日）は、日本の地理学者。山岳・氷河地形研究者であり、山岳鳥瞰図作家として知られる。

## 人物
山形県山形市出身。東京教育大学理学部地学科地理学専攻卒業。大学時代には、九州南端の開聞岳から北海道の利尻山まで日本各地の山々に登り、日本アルプスにおける氷河地形の発達について強い関心を抱く。大学卒業後には魚沼水無川シン沢単独遡行。建設省地理調査所（のちの国土地理院）を37歳で退職するまで、空中写真撮影、写真判読、基本図測量、修正測量、地形図製作などに従事し、積雪調査の開発研究にあたる。1962年には、それまで知られていなかった槍・穂高山域で最低位の堆石堤群を発見し、その後、日本の氷河地形の再検討を続ける。退職後は日本山岳会東海支部のマカルー登山隊に付属する地球科学学術隊に参加し、ヒマラヤの氷河地形を研究した。
13回のヒマラヤ山域調査行を重ね、氷河や地形調査のため7回のフライトを実施し、そこで得た多数の空中写真のステレオグラムを利用して、山岳図の作成や調査研究を行い、1970年から1980年代にかけて山岳雑誌「岳人」や「山と溪谷」などに日本アルプスやヒマラヤの鳥瞰図を連載。空中写真判読の技法である航空写真の実体視を導入した科学的な視点と、優れた描画技術に基づいて描かれた鳥瞰図は、山岳・氷河地形の客観的な観察記録として高い評価を受けている。1983年には「日本アルプス及びヒマラヤにおける氷河地形と地誌の研究」に対し第19回秩父宮記念学術賞を受ける。
これまでに画帳・スケッチブック合わせて36冊、フィールド・ノートがヒマラヤ32冊、国内30冊にも及び、水彩スケッチやフィールド・ノートのラフスケッチなど数多くの記録を残している。愛媛大学、宇都宮大学の非常勤講師と調査研究、執筆業、日本国際地図学会評議員、日本山岳会会員、国土地理院「山の高さに関する委員会」委員長などを兼ねた。

## 来歴
- 1933年（昭和8年） 山形県山形市にて出生[2]。
- 1940年（昭和15年） 父、五百澤左平と瀧山（1362m）に登る（初登山）。
- 1946年（昭和21年） 4月、山形県立山形中学校（のちの山形県立山形東高等学校）入学。山岳部と美術部に入る。
- 1952年（昭和27年） 4月、東京教育大学理学部地学科地理学専攻入学。
- 1957年（昭和32年） 3月、東京教育大学卒業[2]。7月より建設省地理調査所に勤務[2]。
- 1962年（昭和37年） 10月、日本地理学会で「槍・穂高連峰の最低位堆石堤」について発表[2]。
- 1963年（昭和38年） 10月、日本地理学会で「写真判読による日本アルプスの氷河地形」について発表。
- 1964年（昭和39年） 「積雪深の分布と地形」を雑誌「地学」Vol.73,No.1に発表。「ヒマルチュリ」地形図発表。
- 1970年（昭和45年） 4月、マカルー隊学術班参加のため国土地理院を37歳で退職。第1回ヒマラヤ行（63日間）
- 1971年（昭和46年） 4月から「岳人」に「8000mへのパスポート」連載。第2回ヒマラヤ行（26日間）
- 1972年（昭和47年） 1月、「岳人」連載「The Sky View Sketch over Nepal Himalayas」始める。
- 1973年（昭和48年） 第3回ヒマラヤ行（153日間）
- 1974年（昭和49年） 1月、「岳人」連載の「氷の山・火の山」シリーズを始める。12月、ネパールヒマラヤ氷河気象調査隊に参加。第4回ヒマラヤ行（46日間）
- 1975年（昭和50年） 3月、「日本アルプス、氷河地形の型と分布」発表。
- 1976年（昭和51年） 第5回ヒマラヤ行（30日間）
- 1978年（昭和53年） 第6回ヒマラヤ行（14日間）
- 1980年（昭和55年） 第7回ヒマラヤ行（18日間）。第8回ヒマラヤ行（21日間）
- 1981年（昭和56年） 第9回ヒマラヤ行（98日間）。第10回ヒマラヤ行（29日間）
- 1983年（昭和58年） 「日本アルプス及びヒマラヤにおける氷河地形と地誌の研究」により第19回秩父宮記念学術賞を受ける[2]。第11回ヒマラヤ行（15日間）
- 1984年（昭和59年） 第12回ヒマラヤ行（68日間）
- 1989年（平成元年） 8月、富士山最高地点測量。
- 1991年（平成3年） 第13回ヒマラヤ行（37日間）
- 2004年（平成16年） 長野県安曇村資料館にて「山を調べ山を描く 五百澤智也展」開催。
- 2007年（平成19年） 千葉県立中央博物館にて「山の科学画展」開催。文翔館（山形県郷土館）にて「山に学び山を描く -五百澤智也の世界-」開催。
- 2008年（平成20年） 文翔館にて「五百澤智也が描くふるさとの山々」開催。
- 2009年（平成21年） 地質標本館にて春の特別展「五百澤智也 山のスケッチとフィールドノート」開催[3]。
- 2013年（平成25年）12月14日死去。

## 著書
- 登山者のための地形図読本 (1967年 山と溪谷社)
- Atlas of Perennial Snow Patches in Central Japan (1971年 名古屋大学 共著)
- 探検と冒険：朝日講座5 (1972年 朝日新聞社 共著)
- 探検と冒険：朝日講座6 (1972年 朝日新聞社 共著)
- 登山者のための地形図読本、新版 (1972年 山と溪谷社)
- 山の自由研究 (1975年 朝日ソノラマ社)
- ヒマラヤ・トレッキング (1976年 山と溪谷社)
- 鳥瞰図譜=日本アルプス:<アルプス・八ヶ岳・富士山>の地形誌 (1979年 講談社)
- Trekking in the Himalayas (1980年 Yama-Kei Publishiers 共著)
- 山の観察と記録手帳 (1981年 山と溪谷社)ISBN 463504016X
- 山を歩き山を描く (1986年 講談社)ISBN 406148821X
- 図解 新東京探訪コース (1988年 岩波書店)ISBN 4005001394
- 最新地形図入門 (1989年,1995年改訂版 山と溪谷社)ISBN 4635200027
- 地図を読む -自然景観の読み方9  (1991年 岩波書店)ISBN 4000078291
- 環境を読む -自然景観の読み方12 (1994年 岩波書店)ISBN 4000077708
- 歩いて見よう東京 (1994年 岩波書店)ISBN 4005002331
- 東北 (1997年 岩波書店 共著)ISBN 4000079328
- 新 歩いて見よう東京 (2004年 岩波書店)ISBN 4005004709
- 山形県文学全集、第2期(随筆・紀行編)第5巻(昭和戦前編3) (2005年 郷土出版社 共著)ISBN 4876637547
- 山と氷河の図譜 -五百澤智也山岳図集 (2007年 ナカニシヤ出版)ISBN 9784779501388
- 地図を読む -自然景観の読み方  (2007年 岩波書店)ISBN 9784000078450
- 五百澤智也の世界：文翔館特別企画展 (2008年 山形県生涯学習文化財団 共著)
- 五百澤智也特集 山形新聞連載「ふるさとの自然」昭和63年～平成15年 (2008年 山形県生涯学習文化財団山形県郷土館「文翔館」)

## 論文
- 『劔岳点の記』をよりよく理解するための解説 昭和32年の劔岳現地調査作業 (測量 58(6)(687)46-48 2008/6)
- 1969年刊・集成図「蔵王」(特集 雪--地図の上に雪は残る) (地図中心(425)6-9 2008/2)
- アーカイブス 日本の氷河地形 (地理50(7),(599)105-108 2005/7)
- 地形図で読む--高山地形の例(小特集 国連山岳年) (地図ニュース(358)3-6 2002/7)
- 私のスケッチ(特集 スケッチのすすめ) (地理43(4)34-41 1998/04)
- 香港地図事情(香港 返還まで10年<特集>) (地理32(7)62-71 1987/07)
- ヒマラヤの氷河とその消長(氷河とその消長<特集>) (地理23(8)42-52 1978/08)
- 山と五万分の一地形図(五万分の一地形図<特集>) (地理21(8)63-69 1976/08)
- 空からの氷河地形調査(小規模氷河現象(特集)) (地理19(2)38-50 1974/02/00)
- スノー・サーベー、写真測量と判読 (雪氷35 144-151 1973)
- 後立山連峰北部の氷河地形 (北アルプス博物誌,II植物・地学258-264 1973)
- ネパール・ヒマラヤの氷河と氷河地形観察(高山地域) (地理17(8)18-23,グラビア6-7 1972/08/00)
- 日本の氷河地形 (地理11(3)24～30 1966/03)
- 空中写真による積雪深となだれの調査 (岳人(200)65-73 1964)
- 写真判読による日本アルプスの氷河地形 (地理学評論 36,743 1963)
- 槍・穂高連峰付近の最低位堆石堤について (地理学評論 35,652-653 1962)
- カクネ里記 (地理4(8)1026-1034,巻頭図1p 1959/08)